# Gerhard Lawrentz
Gerhard Lawrentz (* 8. Oktober 1945 in Buttstädt, Landkreis Weimar) ist ein deutscher Politiker (CDU).
Gerhard Lawrentz besuchte ein Gymnasium in Berlin und legte 1966 das Abitur ab. Bereits 1964 trat er der CDU bei. Er studierte Geschichtswissenschaft und Slawistik, 1974 legte er das Staatsexamen für das Amt des Studienrats ab. Lawrentz wurde Dozent an der Volkshochschule im Bezirk Steglitz. Bei der Berliner Wahl 1981 wurde er in die Bezirksverordnetenversammlung (BVV) im Bezirk Schöneberg gewählt. Bei der folgenden Wahl 1985 wurde er zunächst für das Direktmandat im Wahlkreis Schöneberg 3 in das Abgeordnetenhaus von Berlin gewählt, schied aber bereits im September 1985 aus, da die BVV Schöneberg ihn zum Bezirksstadtrat für Volksbildung wählte. Nach der Legislaturperiode 1989 schied er aus und arbeitete wieder bei der Volkshochschule Steglitz.
Von 1991 bis 2000 war Lawrentz der Vorsitzende der CDU Schöneberg. Bei der BVV-Wahl 1992 wurde er erneut zum Bezirksstadtrat in Schöneberg gewählt, gleichzeitig war er von 1996 bis 1998 Generalsekretär der CDU Berlin. Auch nach der Bezirksreform 2001 war er weiterhin Bezirksstadtrat im Bezirk Tempelhof-Schöneberg. 2003 wurde er erneut Generalsekretär der CDU Berlin, da Kai Wegner beim Landesparteitag überraschend durchgefallen war.